# جوزيف هنري كينان
جوزيف هنري كينان (بالإنجليزية: Joseph Henry Keenan) هو مهندس أمريكي، ولد في 24 أغسطس 1900 في ويلكس بار في الولايات المتحدة، وتوفي في 17 يوليو 1977 في بيلمونت في الولايات المتحدة.